# Ashley Johnson
Ashley Suzanne Johnson (Camarillo, Kalifornia, 1983. augusztus 9. –) amerikai színésznő, szinkronszínész és énekesnő.

## Pályafutása
Johnson 1983. augusztus 9-én született a kaliforniai Camarillóban, Nancy (szül. Spruiell) filmproducer és Cliff Johnson kutatóhajó-kapitány legfiatalabb gyermeke. Dán, ír, indián, norvég, skót és svéd származású. Három gyermek közül ő a legfiatalabb. Ashley Johnsonnak két idősebb testvére van, Chris és Haylie. Apja, Ashley születése után kilenc nappal, új munkahelyen kezdett, majd a családot a michigani Franklinbe költöztette. Hegedűt és zongorát tanult a Nemzetközi Zeneiskolában.
Johnson karrierje hatéves korában kezdődött, amikor 1990-től 1992-ig Chrissy Seaver szerepét játszotta a Növekvő fájdalmak című szerepben. 12 éves korára Johnson nyolc tévésorozat szereplőgárdájában szerepelt.
Később Chrissy szerepét megismételte a The Growing Pains Movie és a Growing Pains: Return of the Seavers c. Filmben. A Phenom (1993–94) egy évados sorozatában egy felemelkedő tizenéves teniszcsillag huncut húgát játszotta. Johnson az 1994-es All-American Girl című szituációs komédiában jelent meg, amely szintén csak egy évadig tartott.
Az ABC 1995–1996-os felállása alatt Gracie Wallace-t játszotta a Talán ezúttal zenedarabban.
2012-ben a Bosszúállókban szerepelt pincérnőként, akit Steve Rogers / America kapitány megment. Bár szerepe kisebb volt, a Bosszúállók Blu-ray kiadása tartalmaz néhány törölt jelenetet, amelyek kibővítik a filmben betöltött szerepét és tovább folytatják a Rogerssel való viszonyukat.
A PlayStation exkluzív The Last of Us-jában játszott Ellie karaktereként, amit hatalmas elismerésre és kereskedelmi sikerekre adtak ki. Ezt követően elnyerte a BAFTA videojátékot, a legjobb előadónak való díjat és a VGX díjat a legjobb hangszínésznőnek a játékban játszott szerepéért. 2015. március 12-én Johnson elnyerte a BAFTA-t a legjobb előadónak a játék letölthető tartalmáért, a The Last of Us: Left Behind című DLC-ért, majd a The Last of Us II.-ben volt hallható újra.
2015-től az FBI igazságügyi szakértőjét, Pattersont alakítja az NBC Blindspot című drámai sorozatában.
2015-ben Johnson, a harcos Petra főszereplője volt a Minecraft: Story Mode-ban.
2016-ban Johnson adta Tulip hangját az Infinity Trainben, és 2019-ben megismételte a teljes sorozat szerepét.
A Critical Role websorozat szereplője. Johnson kétszeres BAFTA-díjas színésznő

## Filmográfia

### Filmek
| Év   | Magyar cím                     | Eredeti cím                          | Szerep                                       | Magyar hang     |
| ---- | ------------------------------ | ------------------------------------ | -------------------------------------------- | --------------- |
| 1990 | Oroszlánszív                   | Lionheart                            | Nicole Gaultier                              |                 |
| 1995 | Áldatlan állapotban            | Nine Months                          | Shannon Dwyer                                | Molnár Ilona    |
| 1997 |                                | Dora No More Exploring               | Calimero Barrett, Fishy, Cinderella (hangja) |                 |
| 1998 | A semmi közepén                | Dancer, Texas Pop. 81                | Josie Hemphill                               |                 |
| 1998 | A tél első hava                | The First Snow of Winter (rövidfilm) | Sean McDuck (angol szinkron)                 |                 |
| 1999 | Mindenütt jó                   | Anywhere but Here                    | Sarah                                        | Simonyi Piroska |
| 2000 | Mi kell a nőnek?               | What Women Want                      | Alex Marshall                                | Simonyi Piroska |
| 2001 | Nincs több suli                | Recess: School's Out                 | Gretchen Grundler (hangja)                   | Csuha Borbála   |
| 2001 | Recess Christmas               |                                      | Gretchen Grundler (hangja)                   |                 |
| 2001 |                                | Rustin                               | Lee Wolford                                  |                 |
| 2003 |                                | The Failures                         | Lilly Kyle                                   |                 |
| 2003 |                                | Recess: All Growed Down              | Gretchen Grundler (hangja)                   |                 |
| 2003 | Recess: Taking the Fifth Grade |                                      | Gretchen Grundler (hangja)                   |                 |
| 2004 | A rock háza                    | Killer Diller                        | Angie                                        |                 |
| 2004 | Sorsfordító rabbi              | King of the Corner                   | Elena Spivak                                 |                 |
| 2005 | Áldatlan állapotok             | Nearing Grace                        | Merna Ash                                    |                 |
| 2006 | Megetetett társadalom          | Fast Food Nation                     | Amber                                        | Vadász Bea      |
| 2006 |                                | Grad Night                           | tanuló                                       |                 |
| 2007 | A gyerekesek                   | The Brothers Solomon                 | Patricia                                     |                 |
| 2008 | Az utolsó meló                 | Columbus Day                         | Alana                                        |                 |
| 2008 | Otis – Pokoli tévedés          | Otis                                 | Riley Lawson                                 | Csifó Dorina    |
| 2009 | Toyboy – Selyemfiú a pácban    | Spread                               | Eva                                          |                 |
| 2011 | A segítség                     | The Help                             | Mary Beth Caldwell                           |                 |
| 2012 | Bosszúállók                    | The Avengers                         | Beth, a pincérnő                             | Sági Tímea      |
| 2012 | Sok hűhó semmiért              | Much Ado About Nothing               | Margaret                                     |                 |
| 2015 | Amikor Marnie ott volt         | When Marnie Was There                | Emily, Miyoko (angol szinkron)               |                 |
| 2016 | Ki nevet a végén               | Punching Henry                       | Danielle                                     |                 |
| 2018 |                                | All You Can Eat                      | Liza                                         |                 |